# Three Forks, Montana
Three Forks är det område i Montana, där Jefferson River, Madison River och Gallatin River möts för att bilda Missourifloden. 

## Lewis och Clark
Området besöktes av vita män för första gången under Lewis och Clarks expedition. Det var också Lewis och Clark som namngav de tre floderna.

## Tätort
I detta område ligger idag tätorten Three Forks vilken utgör en egen kommun, med 1 728 invånare i 686 hushåll enligt 2000 års folkräkning.